# Cheongyang
Der Landkreis Cheongyang (kor.: 청양군, Cheongyang-gun) befindet sich in der Provinz Chungcheongnam-do in Südkorea. Der Verwaltungssitz befindet sich in der Stadt Cheongyang-eup. Der Landkreis hatte eine Fläche von 479,57 km² und eine Bevölkerung von 32.359 Einwohnern im Jahr 2019.
Das vorwiegend ländliche Gebiet ist in ganz Südkorea für die dort angebauten, würzigen Gochu-Paprika und scharfen Chili bekannt. 

Lage des Landkreises in Chungcheongnam-do